# Мечеть аль-Бурдайні
Мечеть аль-Бурдайні — мечеть у Каїрі, Єгипет. Розташована в Ель-Даудії, неподалік мечеті аль-Маліка Сафіє, і споруджена багатим купцем Каримом ад-Діном аль-Бардайні в 1616 під час османського панування в Єгипті. Побудована з каменю і має ворота, зведені в 1629 з двох сторін на заході, праворуч від фонтану. Мечеть споруджена в мамлюцькому стилі, а не в османському, який був переважаючим архітектурним стилем на той час. Це сталося тому, що Карім ад-Діном аль-Бардайні не був пов'язаний із культурними практиками як турків, так і єгиптян  .

## Опис
Хоча мечеть була побудована в османську епоху, в її архітектурі переважає мамлюцький стиль, у тому числі фонтан, що містить відповідні мотиви та напис. Мечеть Аль-Бурдайні має невеликі розміри та L-подібну форму, що робить її видимою з двох різних сторін. Осторонь мечеті височить мінарет, відзначений змішанням різних ісламських архітектурних стилів. Перший рівень мінарета має восьмикутну форму з різьбленими трикутними арками, другий рівень має кругову форму з рослинними мотивами, класичними для ісламської архітектури. Мінарет вінчає цибулинну споруду з мукарною або сталактитовою орнаментацією навколо себе.
Внутрішній простір містить елементи мамлюкської архітектури, особливо помітні в деталях. Красиво забарвлені мармурові панелі покривають стіни та дахи над вікнами, прикрашеними кольоровим склом, для створення відчуття єдиності. Мінерат унікальний тим, що це єдиний мінерат часів Османської імперії, який мав смугу з написом дати 1623 навколо восьмикутної нижньої частини мінарета.
Мечеть аль-Маліка Сафіє, що є поруч, взагалі ніяк не прикрашена, також ці дві мечеті помітно відрізняються своїми розмірами. Таким чином, вони контрастують за двома важливими параметрами: у той час як мечеть аль-Бурдайні має скромні розміри, але багато прикрашена, мечеть аль-Маліка Сафіє примітна своїм масштабом, що компенсує відсутність прикрас. Подібна відмінність мечеті аль-Бурдайні від своїх сучасників пояснюється особистістю її замовника, багатого купця.